# Джамуованду Нгатжізеко
Джамуованду Нгатжізеко (англ. Jamuovandu Ngatjizeko; нар. 28 грудня 1984, Омаруру, Південно-Західна Африка) — намібійський футболіст, півзахисник.

## Клубна кар'єра
Футбольну кар'єру розпочав у клубі «Готфлеймс» (Віндгук), у 2002 році перейшов до молодіжної команди «Ліверпуля» (Окаханджа). Через рік перейшов до «Цивіксу». У футболці цього клубу тричі вигравав (2005, 2006, 2007) чемпіонат країни та одного разу кубок Намібії (2006). До грудня 2007 року він провів 130 матчів у найвищій лізі Намібії і відзначився 27 голами. З 2007 по 2008 рік виступав в «Африкан Старз», з яким виграв чемпіонат Намібії 2008/09 років. У 2008 році визнавався футболістом року Намібії.
На початку 2009 року перейшов до південноафриканського «Джомо Космос» з Йоганнесбургу, який виступав у Прем'єр-лізі. Через півроку залишив «Джомо», після чого повернувся до Намібії. З 2009 по 2015 рік виступав за «Африкан Старз» (з перервою на сезон 2010/11 років, коли Джамуованду захищав кольори клубу «Блу Вотерс»).

## Кар'єра в збірній
У національній збірній Намібії дебютував 2003 року. Разом з Намібією вийшов на Кубок Африки 2008 року, де зіграв у 3-х матчах: з Марокко (1:5), з Ганою (0:1) та з Гвінеєю (1:1).